# Тэватрон
Тэватро́н или Теватро́н (англ. Tevatron) — кольцевой ускоритель-коллайдер, расположенный в Национальной ускорительной лаборатории им. Энрико Ферми в городке Батавия штата Иллинойс, недалеко от Чикаго. Тэватрон — синхротрон, позволявший ускорять заряженные частицы — протоны и антипротоны в подземном кольце длиной 6,3 км до энергии 980 ГэВ (~ 1 ТэВ), отсюда машина получила своё имя — Тэватрон. Строительство Тэватрона было закончено в 1983 году, стоимость постройки — около 120 млн долл., с тех пор Тэватрон претерпел несколько модернизаций. Наиболее крупной было строительство главного инжектора, проводившееся в течение 5 лет (1994—1999). До 1994 года каждый пучок ускорителя имел энергию 900 ГэВ. Ускоритель завершил свою работу в 2011 году после 28 лет работы. Является вторым в мире по энергии столкновения частиц после БАК.

## История создания и эксплуатации
1 декабря 1968 г. было начато создание линейного ускорителя (линака). Строительство главного ускорительного корпуса и основного ускорительного кольца длиной 6,4 км было начато 3 октября 1969 г. под руководством Роберта Уилсона, основателя и первого директора Фермилаб. Линак на 200 МэВ заработал 1 декабря 1970, бустер на 8 ГэВ — к 20 мая 1971 г. 30 июня 1971 г. протонный пучок с энергией 7 ГэВ впервые прошел через все секции ускорителя включая основное кольцо.
22 января 1972 г. энергия столкновений была увеличена до 20 ГэВ с последующим увеличением до 53 ГэВ (4 февраля) и до 100 ГэВ (11 февраля). 1 марта 1972 г. впервые был получен пучок протонов с проектной энергией 200 ГэВ, которая к концу 1973 г. была увеличена до 300 ГэВ.
14 мая 1976 г. энергия протонного пучка составила 500 ГэВ, что дало возможность ввести новую тэвную шкалу энергии (1 ТэВ = 1000 ГэВ), в то время как работающий в Европе Протонный суперсинхротрон обеспечивал на тот момент энергию 400 ГэВ.
15 августа 1977 г. старые медные магниты основного кольца были заменены сверхпроводящими.
Энергия пучков в 800 ГэВ (чуть позднее — 900 ГэВ) была достигнута 16 февраля 1984 г., что впоследствии позволило выполнение протон-антипротонных столкновений с энергией 1,8 ТэВ к 30 ноября 1986 г.
В 1993 г. после 6 лет работы была произведена замена основного инжектора на ускорительное кольцо, на что было потрачено 290 млн долларов. В результате к 1 марта 2001 г. энергия пучка достигла значения 980 ГэВ.
16 июля 2004 г. на Тэватроне была достигнута рекордная на тот момент светимость, которая впоследствии несколько раз повышалась и достигла значения 4×1032 см−1 с−1.
К концу 2011 г. Большой адронный коллайдер достиг светимости 3,65×1033 см−1 с−1 (в 9 раз выше) при энергии пучка 3,5 ТэВ (в 3,6 раза выше), в связи с чем основное внимание физиков переключилось на БАК. Относительно устаревший Тэватрон не получил достаточно финансирования для продления работы и 30 сентября 2011 года в 15:30 по североамериканскому восточному времени (1 октября в 01:30 MSK) ускоритель был остановлен, завершив свою работу. Для церемонии остановки ускорителя были установлены две кнопки — красная, прекращающая подачу в ускоритель протонов и антипротонов, и синяя — отключающая электроснабжение Тэватрона. Нажать кнопки доверили физику Элен Эдвардс (англ. Helen Edwards).

## Состав ускорительного комплекса Тэватрона
Ускорение частиц в Тэватроне происходит в несколько этапов. На первой стадии 750-кэВный предускоритель (электростатический ускоритель на генераторе Кокрофта — Уолтона) ускоряет отрицательно заряженные ионы водорода. Затем ионы пролетают 150-метровый линейный ускоритель (линак), ускоряющий частицы с помощью переменного электрического поля до энергии 400 МэВ. Затем ионы проходят через углеродную фольгу, полностью теряя электроны, но сохраняя кинетическую энергию; прошедшие сквозь фольгу протоны поступают в бустер.
Бустер — небольшой кольцевой магнитный ускоритель. Протоны пролетают около 20 000 кругов в этом ускорителе и приобретают энергию около 8 ГэВ. Из бустера частицы поступают в главный инжектор, выполняющий несколько задач. Он ускоряет протоны до энергии 150 ГэВ, производит протоны энергии 120 ГэВ для рождения антипротонов и ускоряет антипротоны также до 150 ГэВ. Последняя его задача — инжекция протонов и антипротонов в главное ускорительное кольцо Тэватрона. Антипротоны рождаются в так называемом антипротонном источнике, где протоны энергии 120 ГэВ бомбардируют неподвижную никелевую мишень. В результате рождается огромное число частиц разных типов, включая антипротоны, которые накапливаются и охлаждаются в накопительном кольце. Затем антипротоны инжектируются в главный инжектор.
Тэватрон ускоряет протоны и антипротоны до энергии 980 ГэВ, которая в 1000 раз больше, чем их масса, а скорость при этом очень мало отличается от скорости света. Тэватрон — машина коллайдерного типа. Это означает, что протоны и антипротоны летят в противоположных направлениях и сталкиваются в нескольких точках ускорительного кольца, где располагаются детекторы частиц. Всего в туннеле Тэватрона установлено 2 детектора — CDF и D0. Для того, чтобы удержать частицы в канале ускорителя, используются сверхпроводящие дипольные магниты, охлажденные до температуры жидкого гелия. Магниты создают магнитное поле напряженностью 4,2 Тесла.

## Наиболее важные открытия, сделанные в экспериментах на ускорителе Тэватрон
- 2 марта 1995 года коллаборации CDF и D0 объявили об открытии последнего кварка Стандартной модели — t-кварка[5], в 2007 году точность измерения его массы достигла 1 %.
- 18 ноября 1996 года коллаборация E866 заявила о получении 7 атомов антиводорода, впоследствии число полученных атомов возросло до нескольких сотен[6]. Целью эксперимента является изучение спектра антиводорода и его сравнение со спектром водорода.
- 5 марта 1998 года было объявлено об открытии {\displaystyle B_{c}^{+}}-мезона, состоящего из {\displaystyle c}- и {\displaystyle {\overline {b}}}-кварков[7].
- 1 марта 1999 года было объявлено об открытии ещё одного вида нарушения CP-инвариантности при изучении распада нейтральных каонов (эксперимент KTeV)[8].
- 20 июля 2000 года в пресс-релизе Фермилаба объявлено, что в ходе эксперимента DONuT впервые были непосредственно зарегистрированы тау-нейтрино, взаимодействующие с ядрами атомов железа с образованием тау-лептонов. Более ранние эксперименты регистрации тау-нейтрино были косвенными[9].
- 25 сентября 2006 года коллаборация CDF представила первое наблюдение осцилляций в системе Bs-мезонов[10][11].
- 23 октября 2006 года коллаборацией CDF заявлено об открытии {\displaystyle \Sigma _{b}}- и {\displaystyle \Sigma _{b}^{*}}-барионов[11][12].
- В 2007 году коллаборации сообщили о наблюдении {\displaystyle \Xi _{b}^{-}}-бариона[11].
- В 2008 году коллаборацией CDF было объявлено об обнаружении аномального события. Рождение мюонов происходило на значительном расстоянии от места столкновения протон-антипротонных пучков[13], что может являться следствием рождения новой частицы, впоследствии распадающейся на мюоны[14]. Коллаборация D0 это не подтвердила[15].
- В 2009 году (по другим данным[16], 3 сентября 2008 года) коллаборации сообщили о наблюдении {\displaystyle \Omega _{b}^{-}}-бариона[11].
- 9 марта 2009 года коллаборации CDF и D0 сообщили о регистрации событий рождения одиночных t-кварков[17].
- 17 марта 2009 года было объявлено о регистрации новой элементарной частицы Y(4140), распад которой на J/ψ-мезон и Фи-мезон не описывается в рамках Стандартной модели[18][19]. 15 ноября 2012 года коллаборацией CMS, работающей на LHC, было объявлено о подтверждении наблюдения данной частицы со статистической значимостью более 5σ[20][21].
- В 2009 году коллаборация CDF объявила о регистрации аномального пика в ходе исследования энергий рождающихся электрон-позитронных пар в области 240 ГэВ, который может свидетельствовать о регистрации новой элементарной частицы. Подтверждения открытия в других источниках нет[22].
- В 2010 году коллаборация CDF объявила об обнаружении асимметрии между угловыми распределении рождающихся топ-кварков и анти-топ-кварков, на 3,4σ отличающегося от предсказаний Стандартной модели[23]. В 2011 году коллаборация D0 после обработки данных со статистикой 5,4 фб−1 подтвердила существование обнаруженного эффекта[24]. Измеренная асимметрия составляет 19,6±6,5 % при теоретических предсказаниях около 5 %. На протон-протонном LHC (в отличие от протон-антипротонного Тэватрона) подобная асимметрия не наблюдается[25]. Теоретических объяснений обнаруженному эффекту на данный момент нет.

- В апреле 2011 года коллаборация CDF объявила о наличии аномального пика в области инвариантной массы двух адронных струй 140—150 ГэВ («Wjj-аномалия»), возникающего при рождении W-бозона и не предсказываемого в рамках Стандартной модели. Полученный пик может соответствовать новой частице (не являющейся бозоном Хиггса), новому фундаментальному взаимодействию (частица может являться его гипотетическим бозоном), либо являться следствием систематической ошибки при измерении энергий струй. Полученные результаты нуждаются в перепроверке[26][27], однозначной трактовки «открытия» пока нет[28]. Опубликованные в мае 2011 года данные, полученные на большей статистике, подтверждают существование аномального пика со статистической достоверностью, близкой к 5σ[29]. В июне 2011 года коллаборация D0 опубликовала работу, в которой наличие аномального пика не подтвердилось[30]. В августе 2012 года коллаборацией CMS, работающей на БАК, была опубликована работа, в которой также не подтверждается наблюдение аномального пика[31][32].
- 20 июня 2011 года коллаборация CDF сообщила о наблюдении (на уровне статистической значимости 7σ) 25 событий рождения новой элементарной частицы — {\displaystyle \Xi _{b}^{0}}-бариона, предсказанного в рамках Стандартной модели и состоящего из s-, b- и u-кварков[11][33].
- 2 июля 2012 года коллаборации CDF и D0 объявили, что по результатам анализа 500 триллионов столкновений, произведённых с 2001 года, масса бозона Хиггса составляет от 115 до 135 ГэВ[34][35]. Статистическая значимость наблюдаемых признаков составила 2,9σ. Итоговый анализ данных Тэватрона не позволил сделать окончательный вывод об открытии бозона Хиггса[36][37]. Через два дня, 4 июля 2012 года, данные с детекторов БАК с высокой вероятностью указали на существование новой частицы в диапазоне энергий 125.3 ± 0.4 ГэВ (CMS)[38] и 126 ± 0.4 ГэВ (ATLAS)[39], что соответствовало данным, полученным Тэватроном.
- В апреле 2022 года физики из международной коллаборации CDF[англ.] в своем исследовании, сделанном на основе обработки данных 10 лет работы коллайдера «Тэватрон», продемонстрировали, что масса W-бозона на 0,09% выше, чем предсказывает Стандартная модель[40][41].

## Научное наследие
В сентябре 2014 года начал выходить основной обзор научных результатов коллайдера.